# فارمسیا
فارمسیا (انگلیسی: Pharmacia) شرکت صنایع داروسازی سوئدی است، که در سال ۱۹۱۱ تأسیس شد.